# FIBA 아프로바스켓
FIBA 아프로바스켓(FIBA AfroBasket)은 FIBA에 가맹한 아프리카 농구 협회(연맹)의 남자 농구 국가대표팀이 참가하는 국제 농구 대회이다.

## 같이 보기
- FIBA 농구 월드컵
- 올림픽 농구